# Europees kampioenschap voetbal vrouwen onder 17 - 2008

Gekwalificeerde landen

Het Europees kampioenschap voetbal vrouwen onder 17 van 2008 (kortweg: EK voetbal vrouwen -17) was de 1ste editie van het Europees kampioenschap voetbal vrouwen onder 17 en was bedoeld voor speelsters die op of na 1 januari 1991 geboren zijn. Ondanks de leeftijdgrens van 17 jaar mogen ook spelers van 18 jaar meespelen omdat de leeftijdsgrens alleen bij het begin van de kwalificatie voor het EK geldt. Het toernooi werd van 20 mei 2008 tot en met 23 mei 2008 in Zwitserland gehouden. In tegenstelling tot andere toernooien is het Gastland niet Automatisch Geplaatst. De top 4 van dit EK plaatste zich voor het FIFA Wereldkampioenschap voetbal vrouwen onder 17 - 2008.
Het toernooi werd door Duitsland gewonnen door in de finale Frankrijk met 3-0 te verslaan

## Stadions
| Stadion          | Plaats |
| ---------------- | ------ |
| Colovray stadion | Nyon   |

## Geplaatste teams
- Engeland (winnaar kwalificatiegroep 1)
- Frankrijk (winnaar kwalificatiegroep 2)
- Duitsland (winnaar kwalificatiegroep 3)
- Denemarken (winnaar kwalificatiegroep 4)

## Scheidsrechters
| Naam           | nationaliteit      | geboortedatum   |
| -------------- | ------------------ | --------------- |
| Rhona Daly     | Vlag van Ierland   | 5 februari 1969 |
| Laurence Zeien | Vlag van Luxemburg | 11 juli 1980    |

### assistent scheidsrechters
| Naam                      | nationaliteit        | geboortedatum     |
| ------------------------- | -------------------- | ----------------- |
| Maja Dovnik               | Vlag van Slovenië    | 28 februari 1983  |
| Petruta Claudia Iugulescu | Vlag van Roemenië    | 20 september 1979 |
| Panagiota Koutsoumpou     | Vlag van Griekenland | 18 december 1978  |
| Judit Romano              | Vlag van Spanje      | 19 juli 1973      |

## Halve Finale
|                        |                       |     |            |                                      |
| 20 mei 2008 15:00 CEST | Duitsland             | 1–0 | Denemarken | Colovray stadion, Nyon , Zwitserland |
| 20 mei 2008 15:00 CEST | Dzenifer Marozsan 44' |     |            | Colovray stadion, Nyon , Zwitserland |

|                        |                     |            |                                                         |                                     |
| 20 mei 2008 18:00 CEST | Engeland            | 1–3 (n.v.) | Frankrijk                                               | Colovray stadion, Nyon, Zwitserland |
| 20 mei 2008 18:00 CEST | Stephanie Marsh 46' |            | 49' Pauline Crammer 94' Marine Augis 99' Marina Makanza | Colovray stadion, Nyon, Zwitserland |

## Wedstrijd voor 3e plaats
|                        |                                                                                            |     |                 |                                     |
| 23 mei 2008 17:00 CEST | Denemarken                                                                                 | 4–1 | Engeland        | Colovray stadion, Nyon, Zwitserland |
| 23 mei 2008 17:00 CEST | Simone Sørensen 28' Amanda Marie Hohol 66' Anne Thirup Rudmose 75' Linette Andreasen 80+3' |     | 2' Rebecca Jane | Colovray stadion, Nyon, Zwitserland |

## Finale
|                        |                                                             |     |           | |
| 23 mei 2008 13:00 CEST | Duitsland                                                   | 3–0 | Frankrijk | Colovray stadion, Nyon, Zwitserland opmerking: Finale werd eerder gespeeld dan de wedstrijd om de derde plaats en de finale werd live uitgezonden op Eurosport |
| 23 mei 2008 13:00 CEST | Dzsenifer Marozsán 33' Alexandra Popp 49' Ivana Rudelic 72' |     |           | Colovray stadion, Nyon, Zwitserland opmerking: Finale werd eerder gespeeld dan de wedstrijd om de derde plaats en de finale werd live uitgezonden op Eurosport |